# Bulbophyllum versteegii
Bulbophyllum versteegii là một loài phong lan thuộc chi Bulbophyllum.